# LG V30 ThinQ
LG V30 ThinQ은 LG전자가 공개한 스마트폰 모델로, LG전자의 플래그십 모델인 LG V 시리즈의 2017년 신작이다. 2017년 8월 31일, 세계 3대 가전제품 박람회 중 하나인 IFA 2017을 하루 앞두고 독일 베를린의 미리암 호텔에서 LG V30 Unveiling Event 행사를 통해 공개되었다. 2017년 문재인 정부 출범 이후에, 선택약정 할인율을 20%에서 25%으로 상향 조정되어, 2017년 9월 22일에 KT를 비롯한 SK텔레콤, LG유플러스 등 통신 3사를 통해서 발매되었다. 2018년 1월 CES 2018을 통해 공개된 신색상 라즈베리 로즈가 2018년 1월 22일에 출시되었다. 2018년 3월 9일, LG V30S ThinQ의 출시와 함께 LG전자의 인공지능 기술인 씽큐가 적용되었으며, 제품명이 LG V30에서 LG V30 ThinQ로 변경되었다.

## 출시 전 루머 및 유출
LG화학의 난징 공장에서 2017년 7월에 V30에 탑재될 배터리를 양산한다고 알려져, 8월에 출시될 가능성이 높다고 보도되었다. IT 블로거인 에반 블래스(Evan Blass)와 폰 아레나는 LG V30의 디자인이 슬라이드 형태가 될 것이라고 예측하였으나, 한국경제는 V20보다 상하 베젤이 더 얇아진 일체형 메탈글래스 디자인이 적용될 것이라고 보도하였다.

## 운영 체제 / 소프트웨어

### 안드로이드 7.1.2 누가
LG V30는 안드로이드 7.1.2 누가가 기본 탑재되어 출시되었다.

### 안드로이드 8.0.0 오레오
2017년 12월 26일, 베타 테스트를 마치고 안드로이드 8.0 오레오 업그레이드가 배포되었다.

### 공감형 AI
2018년 3월 9일, LG전자의 인공지능 브랜드인 LG ThinQ 소속의 인공지능 기술인 공감형 AI가 LG V30와 LG V30+에 적용되었다. 업데이트 이후, LG ThinQ 브랜드에 소속되어 정식 발매명이 LG V30 ThinQ와 LG V30+ ThinQ로 변경되었다. 공감형 AI는 카메라에 적용된 사물인식 기능인 비전 AI와 음성인식 기반의 음성 AI로 나뉜다.

##### AI 카메라
AI 카메라는 실행 시 AI가 피사체를 인식한 후 알아서 그에 맞는 색감, 반사광, 채광 등을 가진 촬영 모드를 추천해주는 기능이다. 인식하는 도중 "여자", "풍경" 등의 피사체의 정보가 담긴 단어가 화면에 뜨며, 터치 한 번으로 추천 모드를 실행할 수 있게 버튼을 띄워준다. 촬영 모드는 인물, 애완동물, 풍경 등 8개의 촬영 모드가 있다.

##### 브라이트 카메라
브라이트 카메라는 별도의 LED 플래시 없이, AI가 주변 환경이 어둡다고 판단하면 (최대 10 lux 이하), 자동으로 브라이트 카메라 모드가 실행되어 화면의 밝기를 최대 2배 이상으로 올릴 수 있다.

##### Q렌즈
Q렌즈는 원하는 피사물을 촬영한 후, 그에 관한 정보검색, QR 코드 등을 검색할 수 있는 기능이다. 네이버와 아마존과 협력해 제공하는 쇼핑 정보도 검색할 수 있다. 삼성전자의 빅스비 비전과 유사한 기능이다.

##### Q보이스
LG 옵티머스 G에서 처음 선보이고 2015년 LG V10까지 지원되었던 LG전자의 인공지능 비서이다. 2018년 2월, LG V30S ThinQ의 출시와 함께 새로운 UI를 가지고 다시 부활했다. 기존의 전화 걸기, 메시지 보내기, 앱 실행, 음악 재생, 검색 등의 기능을 지원한다. 기존의 기능 이외에도, LG V30에서 선보인 구글 어시스턴트 연동 독자 명령어를 지원하며, 구글 어시스턴트가 할 수 없는 문자 읽어주기와 32개의 독점 명령어를 인식할 수 있다. 명령어는 "하이 엘지"(Hi, LG.)이다.

## 기능

### 디스플레이

#### 올레드 풀비전
LG V30는 LG전자 스마트폰 최초로 LG디스플레이에서 개발한 올레드 풀비전 (OLED FullVision) 디스플레이를 탑재했다. LG G6와 같이 18:9의 화면비를 지원하며 전작인 LG V20에 비해 상하단 베젤과 좌우 베젤이 줄어들었다. LCD를 탑재한 LG G6보다 명암비와 색 표현력이 향상되었다. OLED는 백라이트 조명이 필요없기 때문에, G6 대비 더 얇은 두께 가벼운 무게를 구현했다. 베젤 벤딩 기술을 적용해, G6보다 하단 베젤 크기가 줄어들었고 본체의 측면을 곡면으로 설계했다. LCD보다 응답 속도가 빠르다. 전면의 LG 로고가 후면으로 이동했다. HDR 10과 돌비 비전을 지원하며, 플라스틱 기판 위에 화소를 배치한 6세대 POLED 기반이기 때문에 충격에 강하다고 한다. 하지만, 이로 인해 세컨드 스크린은 탑재되지 않았다.

### 오디오
V30의 오디오 기능은 전작인 LG V20와 동년도 플래그쉽인 LG G6의 기능을 계승했다.

#### Hi-Fi Quad DAC
DAC(Digital to Analog Converter)은 디지털 신호를 사람이 들을 수 있는 아날로그 신호로 변환해주는 장치이다. 이 중 쿼드 DAC는 디지털 신호의 잡음을 최대 50%까지 감소시켜서 원음에 가까운 소리를 낼 수 있게 해 준다. 전작 LG V20에 이어서 ESS 사의 Sabre 쿼드 DAC가 적용되었으며, V30에 탑재된 쿼드 DAC는 전작인 V20와 상반기 플래그쉽인 LG G6보다 성능이 강화되었다. 전작과 동일하게 24비트는 물론, 32비트 음원을 재생할 수 있으며, V30는 스마트폰 최초로 적은 데이터 용량으로 Hi-Fi 고음질 음원을 스트리밍하는 MQA(Master Quality Authenticated) 파일 형식을 지원한다. 이외에도 사용자가 직접 원하는 4가지 음색을 선택할 수 있는 사운드 프리셋(Sound Preset)과 소리의 울림인 잔향을 장르에 맞게 3가지 잔향을 선택할 수 있는 디지털 필터(Digital Filter)가 적용되었다. 이번에도 오디오 전문 회사인 B&O(뱅엔울롭슨)와 협업하여 B&O 플레이 튜닝이 적용되었다.

#### 고음질 녹음
V30에는 전작인 LG V20에 적용된 High AOP 마이크가 적용되어 24bit/192kHz FLAC로 고음질 녹음을 할 수 있다. High AOP 마이크를 통해 소음이 큰 환경에서도 최대 132 데시벨까지 영상 촬영이 가능하다. V30는 녹음 기능이 강화되어, 수화부 역할을 하는 리시버에 보조 마이크를 추가해 촬영이나 녹음 시 담아낼 수 있는 저음과 고음의 범위가 증가했다. LG전자 측에서는 콘서트장과 같은 소리가 커 뭉개지는 곳에서도 생생하게 녹음할 수 있다고 한다.

### 카메라
V30의 카메라 기능은 전작인 LG V20와 동년도 플래그쉽인 LG G6의 기능을 계승했다.

#### F 1.6 크리스탈 클리어 렌즈
전 세계 최초로 F 1.6의 조리개 값을 가진 글래스 소재의 LG 크리스탈 클리어 렌즈가 적용되었다. 기존의 플라스틱 렌즈와는 다르게 가시광선 투사율이 높아서, 기존보다 더 많은 빛을 받아들일 수 있다고 한다. 전작 LG V20 대비 사진 결과물이 25% 더 밝아졌다. 6매 카메라 렌즈의 첫 번째 매를 글래스 소재로 탑재했다고 한다. 전작 LG V20 대비 렌즈 크기가 30% 정도 줄어들었다.

#### 시네 비디오
동영상 촬영을 할 때 로맨스, 느와르, 블록버스터 등 영화 같은 색감 효과를 낼 수 있는 15가지 영상 촬영 모드이다. LG전자는 영화 효과 전문 제작사인 덱스터 사와 협력하여 개발했으며, 시네 비디오 모드를 통해서 누구나 영화 같은 영상을 찍을 수 있다고 했다. 구글 어시스턴트와 연동이 가능해, 음성 명령으로 모드를 실행할 수 있다. 전문가들이 촬영 할 때 쓰는 로그 촬영 기법을 스마트폰 최초로 적용했다. 해당 기능은 결과물을 LG Cine-Log 파일을 형태로 저장한다.

#### 포인트 줌
동영상 촬영 도중, 줌인과 줌아웃을 싶은 일부 구간을 터치해서 줌인과 줌아웃을 할 수 있는 기능이다.

#### 그래피
전문가 모드로 사진을 촬영할 때, 촬영 대상과 환경에 맞는 조리개 값, 화이트 벨런스, 셔터 스피드 등을 자동으로 설정해주는 기능이다. 전문가들이 찍은 다양한 사진들을 바탕으로 촬영 설정을 했다고 한다. 전문가들이 촬영 할 때 쓰는 로그 촬영 기법을 스마트폰 최초로 적용했다. 해당 기능은 결과물을 LG Cine-Log 파일을 형태로 저장한다.

#### 전후면 광각 카메라
전작인 LG V20와 동일하게 전면, 후면 120도 광각 카메라가 탑재되었다. 다만 전작보다 가장자리 왜곡이 3분의 1 수준으로 줄어들어 개선되었다.

### 멀티태스킹

#### 플로팅 바
전작인 LG V20와 다르게 18:9 화면비의 올레드 풀비전 디스플레이를 구현하느라 V30에는 세컨드 스크린을 적용하지 않았다. V30에는 세컨드 스크린을 대체하기 위해 소프트웨어로 플로팅 바(Floating Bar)를 구현했다. 플로팅 바는 독립된 화면의 세컨드 스크린과는 다르게, 소프트웨어로 구현되어서 접었다가 펼칠 수 있으며, 우측이나 좌측 등 원하는 위치로 변경할 수 있다. 자주 사용하는 앱 5개의 바로가기를 지정하거나, 음악 설정, GIF 파일 만들기 등 보조 화면의 역할을 한다.

#### 올웨이즈 온 디스플레이
V30에는 세컨드 스크린을 적용하지 않는 대신, 플로팅 바와 마찬가지로 세컨드 스크린을 대체하기 위해 LG V 시리즈 최초로 화면을 키지 않아도 항시 알림을 확인할 수 있는 올웨이즈 온 디스플레이(Always On Display)가 적용되었다. 올웨이즈 온 디스플레이는 전력 소모를 줄이면서, 화면이 꺼진 상태에서도 와이파이 설정, 화면 캡처, 플래시 키기, 음악 등의 6가지 바로가기 기능을 사용할 수 있다.

#### 구글 어시스턴트
LG전자는 자사의 음성인식 인공지능 서비스인 Q보이스 대신, 구글과의 협력을 통해 구글 사의 인공지능인 구글 어시스턴트의 한국어 서비스를 최초로 지원한다. 구글 나우를 대신하는, 구글 어시스턴트는 대화를 기반으로 맥락을 이해해 정보를 찾아주거나 명령을 실행하며, V30의 시네 비디오 등의 일부 기능을 음성 명령으로 실행할 수 있다.

### 기타
배터리 교체가 가능했던 LG V20와는 다르게 LG V30는 LG V 시리즈 최초로 일체형 배터리가 적용되었다. 일체형 배터리가 적용된 대신, 전후면 글래스 디자인과 1.5m 수심에서 30분까지 작동할 수 있는 IP68등급의 방수방진이 채택되었다. 전작인 V20와 마찬가지로 미군에서 진행해는 내구성 테스트인 MIL-STD 810G 통과 인증을 받았다. 내구성 강화를 위해 메탈을 라운딩하는 H빔(H-Beam) 구조를 채택했다. 발열 관리를 위해 쿨링 파이프와 쿨링 패드를 탑재했다. LG V30는 LG V 시리즈 최초로 Qi 표준 무선 충전을 지원한다. 퀄컴 사의 퀵차지 3.0을 적용해 고속 충전도 지원되는데, 배터리 50% 충전까지 30분이 걸린다고 한다.

#### LG 페이
LG 페이는 2017년 6월 1일 LG G6부터 적용된 LG전자의 모바일 결제 서비스이다. LG V30에도 적용되었으며, 2017년 기준 한국 시장에만 지원 중이다. 경쟁 중인 서비스는 애플 페이와 삼성 페이이다. 결제 방식으로는 NFC (근거리 무선 통신)와 MST (마그네틱 보안전송) 방식을 지원한다.

#### 생체인식
LG V30는 전작들이 지원하는 패턴, 노크온, 에이리어 타입 지문인식, 얼굴인식을 모두 지원한다. V30에서 최초로 음성인식이 탑재되었다. 기존의 음성인식과는 달리 사용자가 원하는 키워드를 말하면, 목소리 파형, 발음, 높낮이, 액센트, 빠르기 등을 분석해 인식한다. 다만 LG전자 측에서는 보안이 취약할 수 있기 때문에 패턴, 노크온, 지문인식을 사용하길 권장했다.

## 액세서리

### B&O 플레이 번들 이어폰
LG V20와 마찬가지로 전문 오디오 업체인 B&O(뱅엔울롭슨)와 협업을 통해 B&O 플레이 번들 이어폰을 기본 제공한다. LG전자에서 자체 개발한 메탈 진동판 소재를 적용한 이어폰을 B&O에서 튜닝한 것이다. LG V20 번들 이어폰과는 다른 디자인을 가지고 있다.

## 색상
- 오로라 블랙
- 모로칸 블루
- 클라우드 실버
- 라벤더 바이올렛
- 라즈베리 로즈[4]

## 변형 기종
- LG V30+ ThinQ (LGM-V300S,L,K): LG V30와 동일한 기능을 지원하며, V30보다 더 큰 128GB의 저장 공간을 지원하는 고급형 모델이다. 다만, 오로라 블랙 색상 전용으로 출시되었다.[31] 2018년 3월 9일, 인공지능 기술인 공감형 AI 씽큐 업데이트 이후로 정식 발매명이 LG V30+에서 LG V30+ ThinQ로 변경되었다.[5]
- LG V30S ThinQ
- LG V35 ThinQ
- LG SIGNATURE Edition (2017)

## 같이 보기
- LG G6
- LG V20
- LG V
- LG G7

## 경쟁 기종
- 삼성 갤럭시 노트 8
- 아이폰 8
- 아이폰 8 플러스
- 아이폰 X